# Sechura (província)
Sechura é uma província do Peru localizada na região de Piura. Sua capital é a cidade de Sechura.

## Distritos da província
- Bellavista de La Unión
- Bernal
- Cristo Nos Valga
- Rinconada Llicuar
- Sechura
- Vice